# Saint-Laurent-de-Gosse

Saint-Laurent-de-Gosse este o comună în departamentul Landes din sud-vestul Franței. În 2009 avea o populație de 541 de locuitori.

## Evoluția populației
| An        | 1975 | 1982 | 1990 | 1999 | 2006 | 2009 |
| --------- | ---- | ---- | ---- | ---- | ---- | ---- |
| Populație | 384  | 385  | 420  | 481  | 497  | 541  |